# Барабошкин, Алексей Николаевич
Алексей Николаевич Барабошкин (12 ноября 1925, Свердловск — 27 июня 1995, Екатеринбург) — советский и российский учёный электрохимик, академик АН СССР (1987), доктор химических наук (1972). Лауреат Государственной премии СССР.

## Биография
Родился в семье металлурга Николая Николаевича Барабошкина, директора Екатеринбургского аффинажного платинового завода (ныне АО «Екатеринбургский завод по обработке цветных металлов»).
- 1942 г. поступил на физико-технический факультет Уральского политехнического института (УПИ).
- с января 1943 по май 1945 г.[1] воевал на фронте, окончил войну лейтенантом-артиллеристом. Служил в составе 235-го гвардейского стрелкового полка 81-й гвардейской стрелковой дивизии 24-го гвардейского стрелкового корпуса 1-го Украинского фронта.
- 1952 г. окончил с отличием физико-технический факультет Уральского политехнического института (УПИ).
- 1952—1958 гг. аспирант, работает ассистентом в УПИ.
- в 1958 г. защитил кандидатскую диссертацию, работает на должности младшего научного сотрудника в Институте электрохимии Уральского филиала АН СССР.
- с 1962 года Заведующий лабораторией в Институте электрохимии Уральского филиала АН СССР.
- с 1977 г. — директор Института электрохимии Уральского филиала АН СССР.
- в 1981 г. избран членом-корреспондентом АН СССР.
- в 1987 г. избран академиком АН СССР (с 1991 года — академик РАН).

Был заместителем главного редактора журнала «Расплавы», членом международного электрохимического общества, Научного совета по электрохимии и коррозии РАН, членом редколлегии журнала «Электрохимия».
Скончался 27 июня 1995 года. Похоронен в Екатеринбурге на Ивановском кладбище.

## Научная деятельность
- В 1964 г. доказал существование фазового напряжения при зарождении кристаллов на катоде в расплавленных солевых средах.
- В 1970 г. создал теорию микрораспределения потока осаждаемого металла на катоде, а также обобщённую теорию текстур роста, связывающую направление оси текстуры ориентированного осадка с его огранкой и микрораспределением тока.
- В 1972 г. защитил докторскую диссертацию на тему «Электрокристаллизация металлов из расплавленных солей».
- Разработал квазихимический подход к изучению электродных процессов в расплавленных электролитах, позволяющий управлять составом катодных продуктов. Благодаря его работам была создана и внедрена в производство технология гальванопластического получения изделий из тугоплавких металлов.

## Публикации
Опубликовал 213 научных трудов, в том числе 1 монографию, имеет 62 авторских свидетельства по проблеме электрокристаллизации металлов, сплавов и оксидных соединений из ионных расплавов.
- Электрокристаллизация металлов из расплавленных солей. — М., 1976.
- Электрохимическое поведение вольфрама в вольфраматных расплавах (в соавт. с Бычиным В. П.) // Электрохимия. — 1984. — № 20. — Вып. 5.
- Электродные процессы в расплавах с частичной электронной проводимостью // Расплавы, 1993. — Вып. 4.

## Награды
- Государственная премия СССР (1988)
- Орден Отечественной войны I степени (06.04.1985)[3] и II степени (29.05.1945)[4]
- Орден Красной Звезды (30.09.1944)[5]
- Орден Октябрьской Революции
- Орден Трудового Красного Знамени

## Память
- Премия имени академика А. Н. Барабошкина.